# Морозовы (предприниматели)

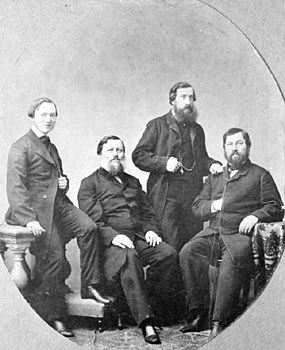
Представители четырёх ветвей морозовского рода. Слева направо: Абрам Абрамович Морозов (слева), Тимофей Саввич Морозов (сидит в центре), Иван Захарович Морозов и Викула Елисеевич Морозов.
Начало 1860-х.

Моро́зовы — старообрядческий род купцов и крупных промышленников России.
Список богатейших предпринимателей России (1914), составленный журналом Форбс, помещает их на пятую позицию.

## История
Основатель династии Савва Васильевич Морозов, крепостной крестьянин помещика села Зуева Богородского уезда Московской губернии Николая Гавриловича Рюмина, положил основание Никольской хлопчатобумажной мануфактуре «С. Морозова сын и Ко». У него было пятеро сыновей, от которых пошли четыре ответвления знаменитого морозовского дела:
- Захаровичи (Богородско-Глуховская мануфактура)
- Абрамовичи (Тверская мануфактура)
- Викуловичи (мануфактура в местечке Никольском)
- Тимофеевичи (Никольская мануфактура)

Савва Васильевич Морозов занимался строительством новых фабрик и расширением уже существующих. Скупал земли. Он закупал оборудование в Англии и наладил выпуск в России хлопчатобумажных тканей. Для развития его Никольской мануфактуры не хватало транспортных коммуникаций. Тогда Морозовы в 1857 году начали вести переписку, в которой просили, чтобы линия Московско-Нижегородской железной дороги шла мимо Орехово-Зуево, а не через Павловский Посад, как планировалось ранее и о чём просили фабриканты, которые там жили. Управление железных дорог, в свою очередь, выдвигает ряд условий фабрикантам, которые предусматривают бесплатную уступку земли и определённое финансирование. На каких точно условиях произошла сделка, не известно, но Морозовы всё-таки смогли добиться своего. Так, в Орехово-Зуево были построены две морозовские мануфактуры — Саввы Морозова и Викулы Морозова и Тверская и Богородская мануфактуры. В 1870—1880-х годах были учреждены паевое «Товарищество Никольской мануфактуры Саввы Морозова и К» и «Товарищество мануфактур Викулы Морозов с сыновьями в местечке Никольском». Известен как минимум один спор между Морозовыми, связанный с их предприятиями. Когда Викула Морозов решил учредить Товарищество мануфактур, его дяде Тимофею Саввичу не понравилось использование в названии «Никольской мануфактуры», потому что подобное название уже существовало у его предприятия и это могло привести к путанице у покупателей. Спор был решён в пользу Викулы Елисеевича Морозова.

## Меценаты
Морозовы прославились меценатством и коллекционированием: Алексей Викулович создал Музей фарфора, Иван Абрамович собирал импрессионистов (ныне коллекция Пушкинского музея), Михаил Абрамович спонсировал Греческий зал ГМИИ, был директором Русского музыкального общества; Варвара Алексеевна создала библиотеку читальню им. Тургенева, Сергей Тимофеевич — музей кустарного искусства, Савва Тимофеевич способствовал созданию МХТ, Дягилевским сезонам и проч.
В описании эволюции русского купца-промышленника, данного Фёдором Ивановичем Шаляпиным, по мнению исследователя русского коллекционирования, можно увидеть и черты Морозовых:

А то ещё российский мужичок, вырвавшись из деревни смолоду, начинает сколачивать своё благополучие будущего купца или промышленника в самой Москве. Он торгует сбитнем на Хитровом рынке, продаёт пирожки… весело выкрикивает свой товаришко и косым глазком хитро наблюдает за стежками жизни, как и что зашито и что к чему как пришито. Неказиста жизнь для него. Он сам зачастую ночует с бродягами… Мёрзнет, голодает, но всегда весел, не ропщет и надеется на будущее… А там, глядь, у него уже и лавочка или заводик. А потом, поди, он уже 1-й гильдии купец. Подождите — его старший сынок первый покупает Гогенов, первый покупает Пикассо, первый везёт в Москву Матисса. А мы, просвещённые… и гнусаво-критически говорим: «Самодур»… А самодуры тем временем потихоньку накопили чудесные сокровища искусства, создали галереи, музеи, первоклассные театры, настроили больниц и приютов на всю Москву. (Фёдор Иванович Шаляпин. «Маска и душа»)

## Серовская серия
Портретист Валентин Александрович Серов оставил цикл портретов членов рода:

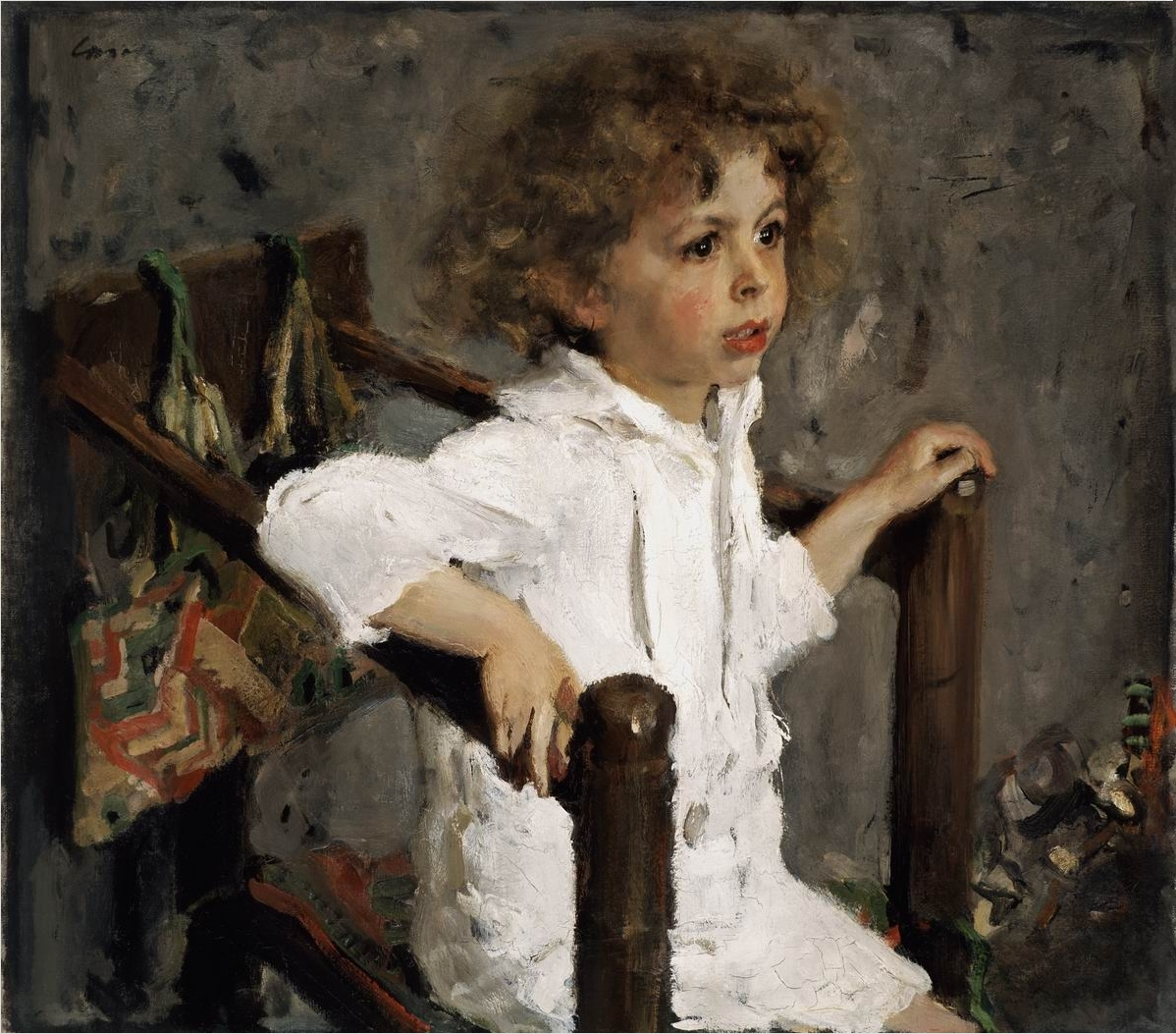
Мика Морозов (1901, ГТГ)
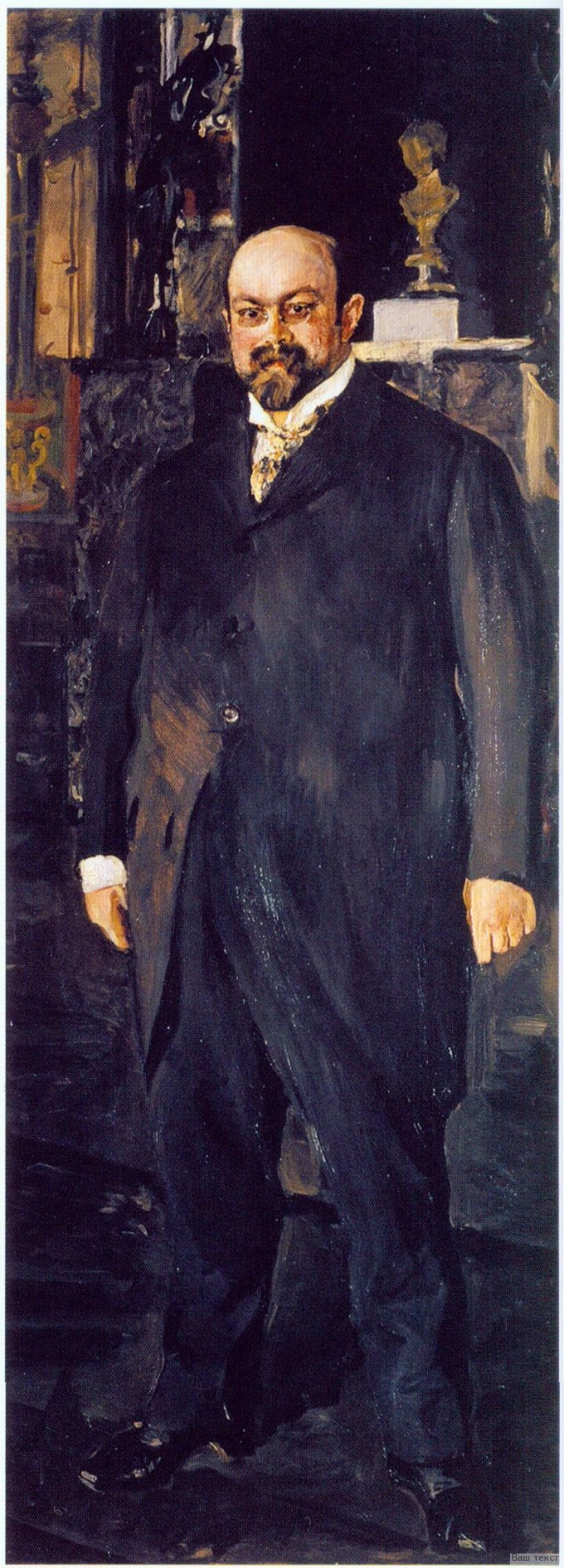
Морозов, Михаил Абрамович (1902, ГТГ)
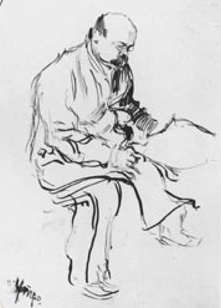
Он же
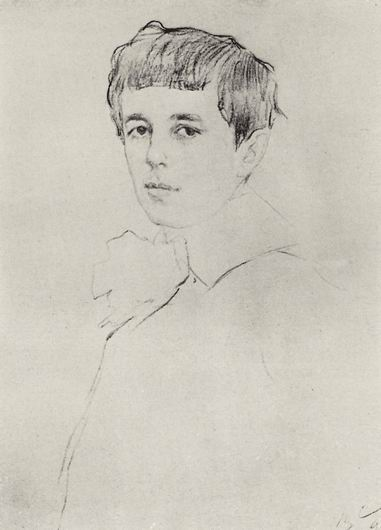
Юра Морозов (1905, ГТГ)
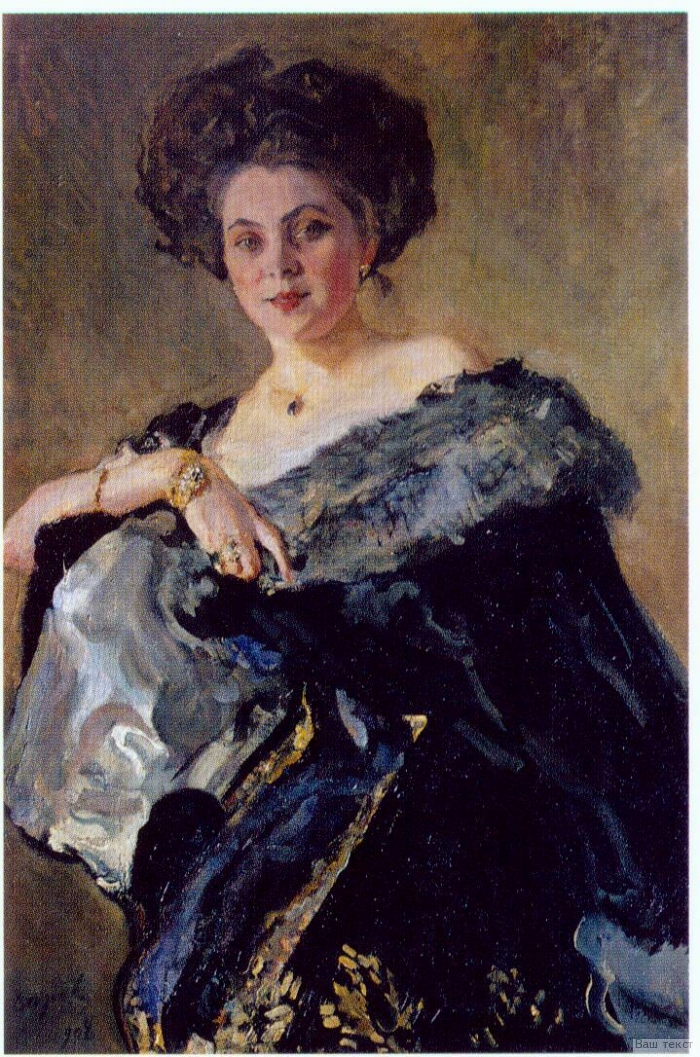
Евдокия Морозова (1908, ГТГ)
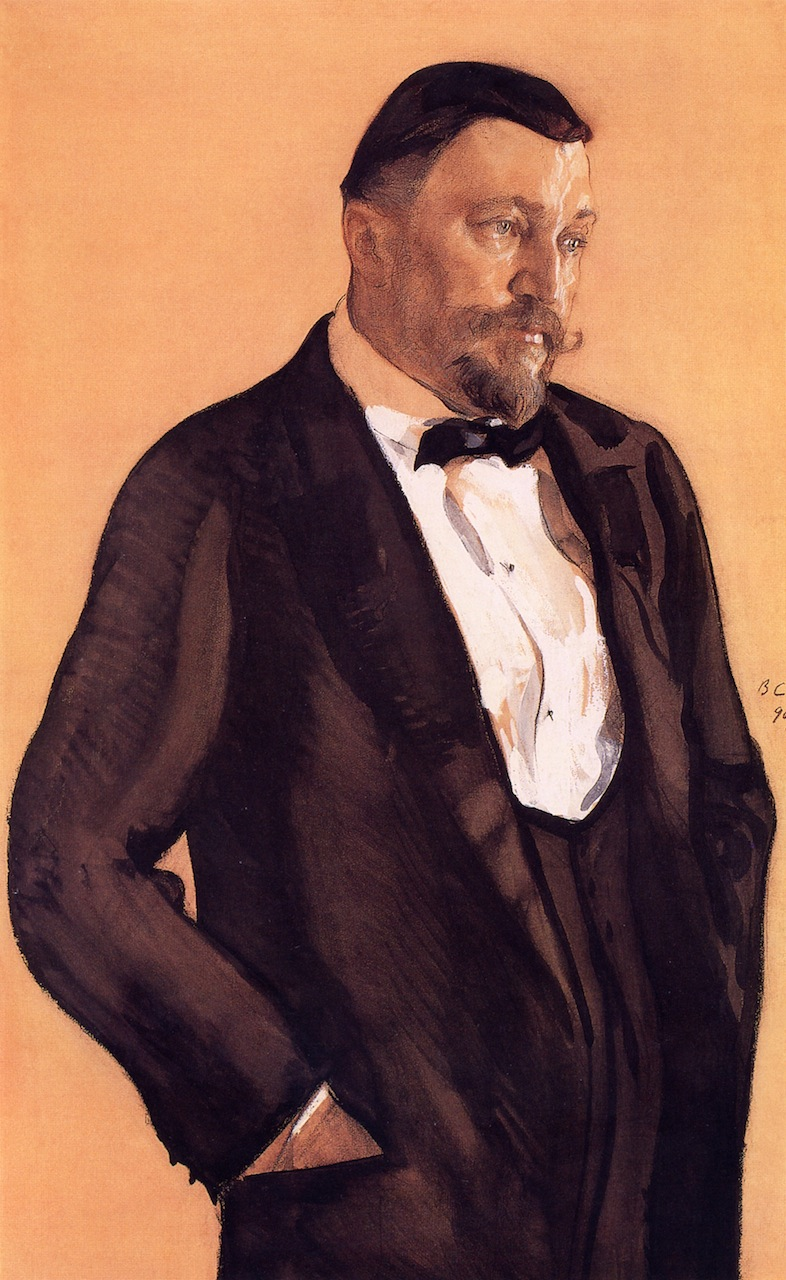
Морозов, Алексей Викулович (1909, Минск)
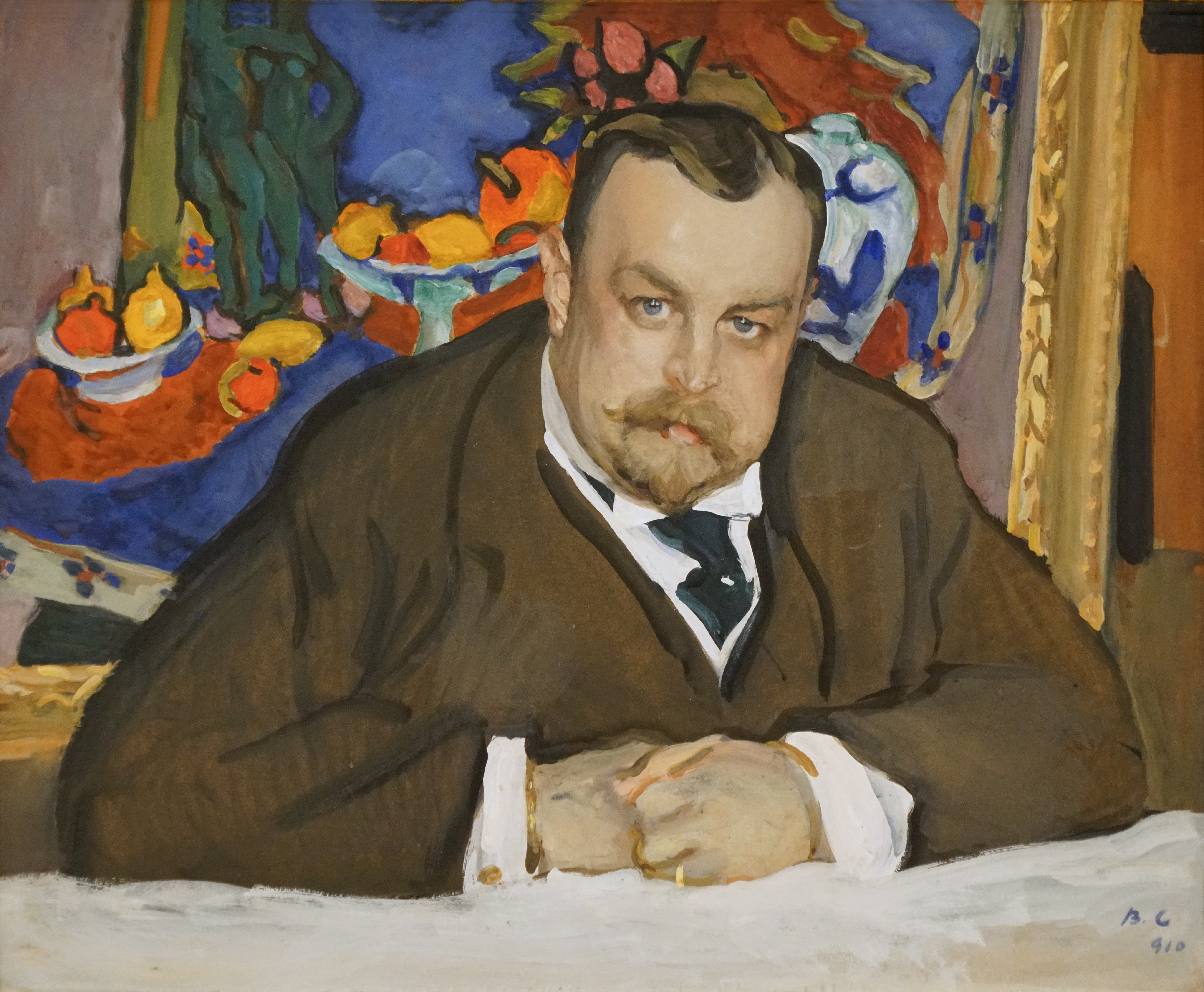
Морозов, Иван Абрамович (1910, ГТГ)
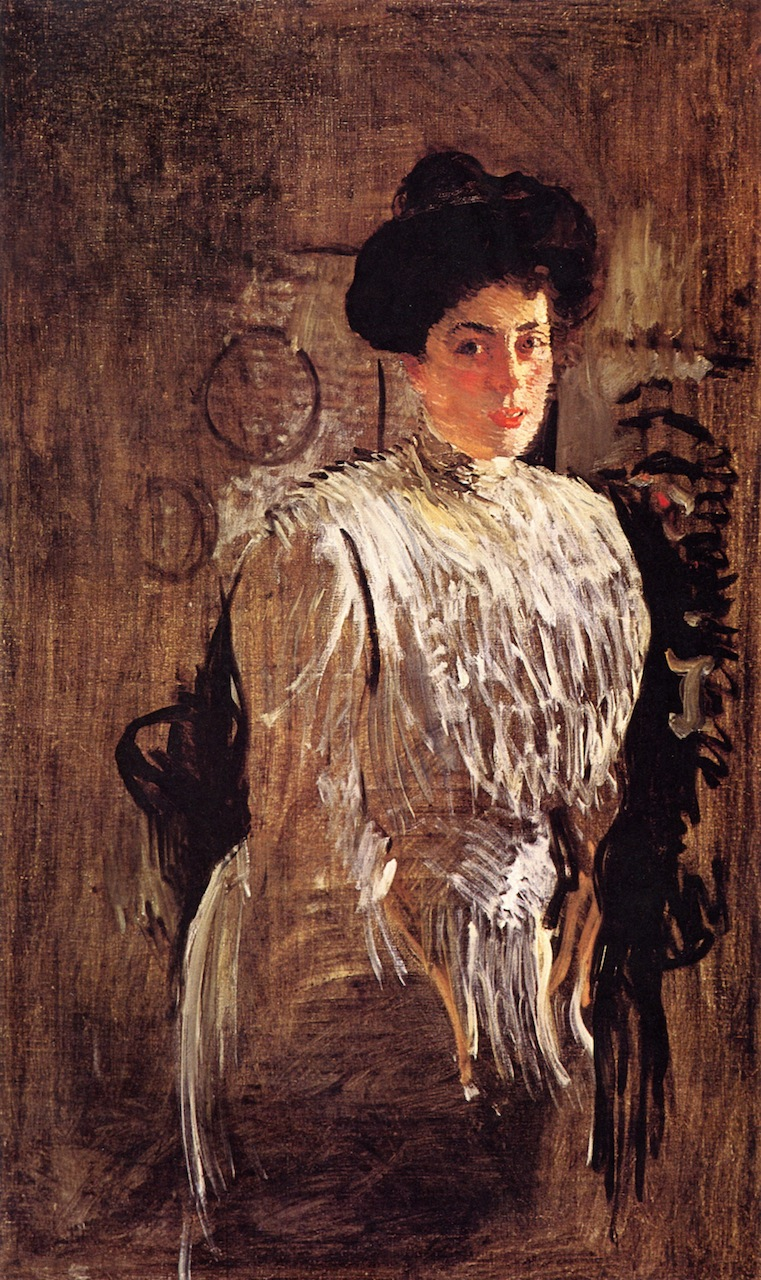
Морозова, Маргарита Кирилловна (1910, Днепропетровск)
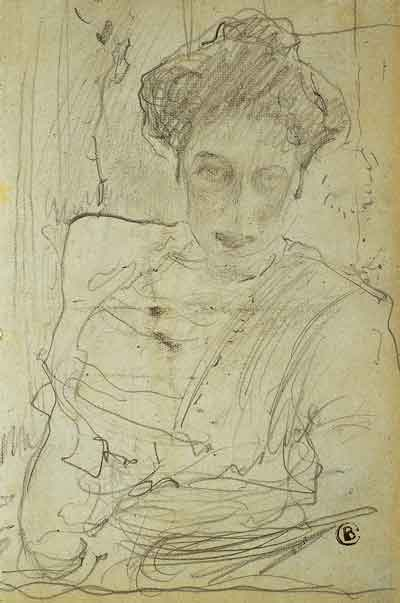
Она же
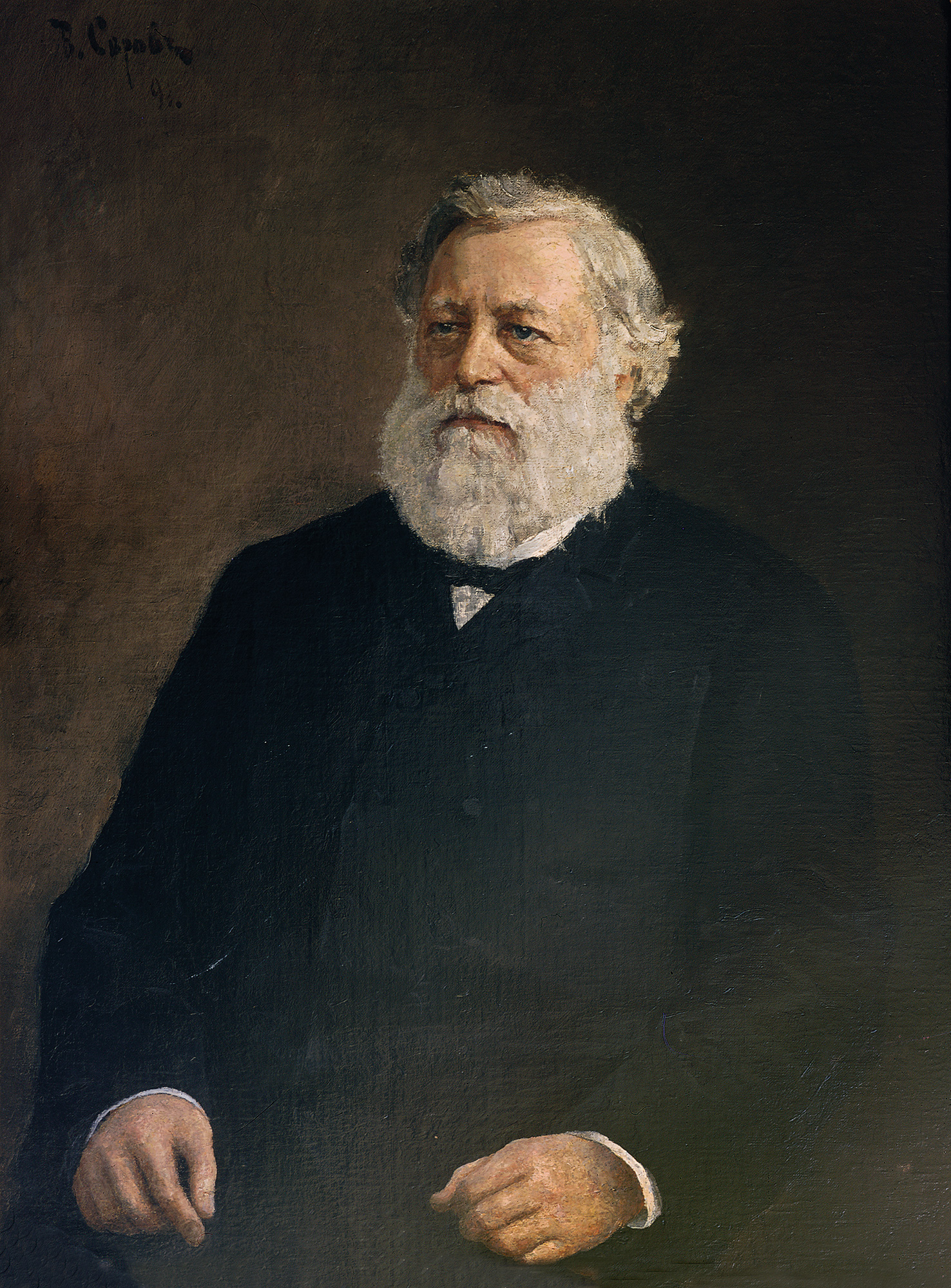
Тимофей Саввич Морозов

## Список ключевых представителей рода
- Морозов, Савва Васильевич (1770—1860) — основатель рода, создатель Никольской (Орехово-Зуево) и Богородской мануфактур (Ногинск). Жена — Морозова Ульяна Афанасьевна (1778—1861).
  - Морозов, Елисей Саввич (1798—1868) — получил от отца капитал и земельный участок в местечке Никольском и организовал там в 1837 г. собственную мануфактуру с раздаточной конторой и красильней. Жена — Морозова Евдокия Диомидовна (1797—1866).
    -   Морозов, Викула Елисеевич (1829—28 октября 1894 г.) — управлял и расширял отцовское дело.  Жена — Морозова Евдокия Никифоровна, ур. Кочегарова (ум. 1894).
      -  Морозов, Алексей Викулович (1857—1934) — промышленник, коллекционер, дело в 1900 передал брату Ивану. Основал Музей фарфора.
      - Вера Викуловна Морозова (1858—1916), муж — Павел Александрович Шмит (1849—1902). Их дети — революционер Шмит, Николай Павлович, чье наследство было присвоено большевиками путем фиктивного брака с его сестрами; Екатерина Андриканис, Елизавета и Алексей. Внучка Екатерины — актриса Лаврова, Татьяна Евгеньевна.
      - Морозов, Федор Викулович (1859—1891).
      - Морозов, Сергей Викулович (1860—1921).
      - Морозов, Иван Викулович (1865—1933) — с 1900 года собственник «Товарищества Викулы Морозова сыновей»

  - Морозов, Захар Саввич (1802—1857) — получил от отца капитал и земельный участок, развивал собственное дело
    - Морозов, Иван Захарович (1823—1888)
      -  Морозов, Арсений Иванович (1850—1932) — при нём дела на Богородской мануфактуре достигли наивысшего развития.
        - Морозов, Сергей Арсеньевич (1877 — 1932, Сиблаг Новосибирск) — строитель и председатель совета Богородского реального училища.
        - Морозов, Пётр Арсеньевич — председатель совета при Московском ткацом училище.
        - Кречетова, Мария Арсеньевна — бабушка протоиерея Валериана Кречетова
        - Расторгуева, Глафира Арсеньевна

      - Морозов, Давид Иванович (1849—1896)
        -  Морозов, Николай Давидович (1873—1931) — руководитель Богородско-Глуховской мануфактуры; с 1918 года — в эмиграции.
        - Морозов, Иван Давидович (1883—1940-е) — пайщик и представитель Богородско-Глуховской мануфактуры в Москве.

      - Морозов, Николай Иванович

  -  Морозов, Абрам Саввич (1807—1856) — унаследовал Тверскую мануфактуру. Родоначальник Морозовской династии «Тверских» (или «Абрамовичей»).
    - Морозов, Абрам Абрамович (1839—1882) — потомственный почетный гражданин. Директор правления Тверской мануфактуры. Член совета Волжско-Камского Банка. Почетный член Тверского губернского попечительства детских приютов. Муж  Варвары Алексеевны Хлудовой.
      -  Морозов, Михаил Абрамович (1871—1903) — известен под именем «Джентльмен» предприниматель, меценат, коллекционер живописи; жена —  Маргарита Кирилловна Мамонтова (1873—1958).
        -  Морозов, Георгий Михайлович (Юра) (21 сентября 1892, Москва — 1930). Гардемарин, участник Первой мировой войны, после 1918 года в эмиграции. Умер в Чехословакии. По другой версии, кончил жизнь раньше психически ненормальным, поскольку переписка с ним оканчивается в 1918 году.
        - Морозова, Елена Михайловна (Леля) (11 августа 1895, Москва — 26 марта 1951, Париж). В октябре 1916 года вышла замуж за Алексея Алексеевича Клочкова (21 октября 1889 — 19 сентября 1945), вторично вышла замуж за Петра Владимировича Яфимовича (4 сентября 1882 — 24 ноября 1947). Все похоронены на кладбище Сент-Женевьев-де-Буа в Париже.
        -  Морозов, Михаил Михайлович («Мика») — шекспировед.
        - Морозова, Мария Михайловна (1904—1964) — пианистка.

      -  Морозов, Иван Абрамович (1871—1921, в эмиграции) — предприниматель, собиратель западноевропейской и русской живописи; член попечительского совета Московского коммерческого института; в 1892—1900 директор-распорядитель Тверской мануфактуры. Жена —  Евдокия Сергеевна Кладовщикова, певица, актриса.
      - Морозов, Арсений Абрамович (1873—1908) — потомственный почетный гражданин, пайщик Товарищества Тверской мануфактуры, владелец знаменитого особняка на Воздвиженке.
      - Морозов, Глеб Васильевич. Сын Василия Михайловича Соболевского и вдовы Варвары Алексеевны Морозовой (Хлудовой); носил фамилию покойного мужа матери. Был женат на М. А. Найденовой.
      - Морозова, Наталья Васильевна. Дочь Василия Михайловича Соболевского и вдовы Варвары Алексеевны Морозовой (Хлудовой); носила фамилию покойного мужа матери.

  -  Морозов, Иван Саввич (1812 —1864) — вместе с младшим сыном Саввы Васильевича, своим братом Тимофеем, управляющий производством и торговлей компании, в дальнейшем вышел из семейного дела.
    - Морозова (Маркова), Мария Ивановна (1857— 1880).
    - Морозов, Сергей Иванович (1861— 1904).

  -   Морозов, Тимофей Саввич (1823—1889) — младший сын основателя династии, которому Савва Васильевич передал все функции по организации и управлению производством, соучредитель Московского купеческого в Москве и Волжско-Камского в Петербурге, банков. Председатель Московской биржи (1868—1876). Супруга —  Морозова, Мария Фёдоровна (1830—1911), сумевшая оставить после себя самое большое состояние в России, 30 млн руб.[4]
    -  Карпова, Анна Тимофеевна (1849—1924) — жена историка Геннадия Фёдоровича Карпова.
    -  Крестовникова, Юлия Тимофеевна (1858—1920) — жена Григория Александровича Крестовникова.
    - Морозов, Сергей Тимофеевич (1863—1940) — организатор Музея кустарных изделий (Музей народного искусства).
    -  Морозов, Савва Тимофеевич (1862—1905) — руководитель Никольской мануфактуры, меценат МХТ. Жена —  Морозова, Зинаида Григорьевна (ур. Зимина)
      - Тимофей Саввич (1888—1919 или 1921) — окончил математический факультет университета. Скончался в Москве в годы Гражданской войны
      - Мария Саввична (1890—1933/1934) — супруга Ивана Орестовича Курлюкова (из семьи «бриллиантщиков»). «Вскоре с ним разошлась; занималась благотворительностью, была очень добрая, но какая-то странная, видимо не совсем нормальная: любила выступать на благотворительных вечерах в балетных танцах». После 1917 года работала в Наркомпросе, в конце жизни заболела психически;
      - Елена Саввична (1895—после 1947) — в браке Стукен. В 1917 году эмигрировала, по некоторым данным жила в Бразилии
      - Савва Саввич (1903—1964)

## Погребения

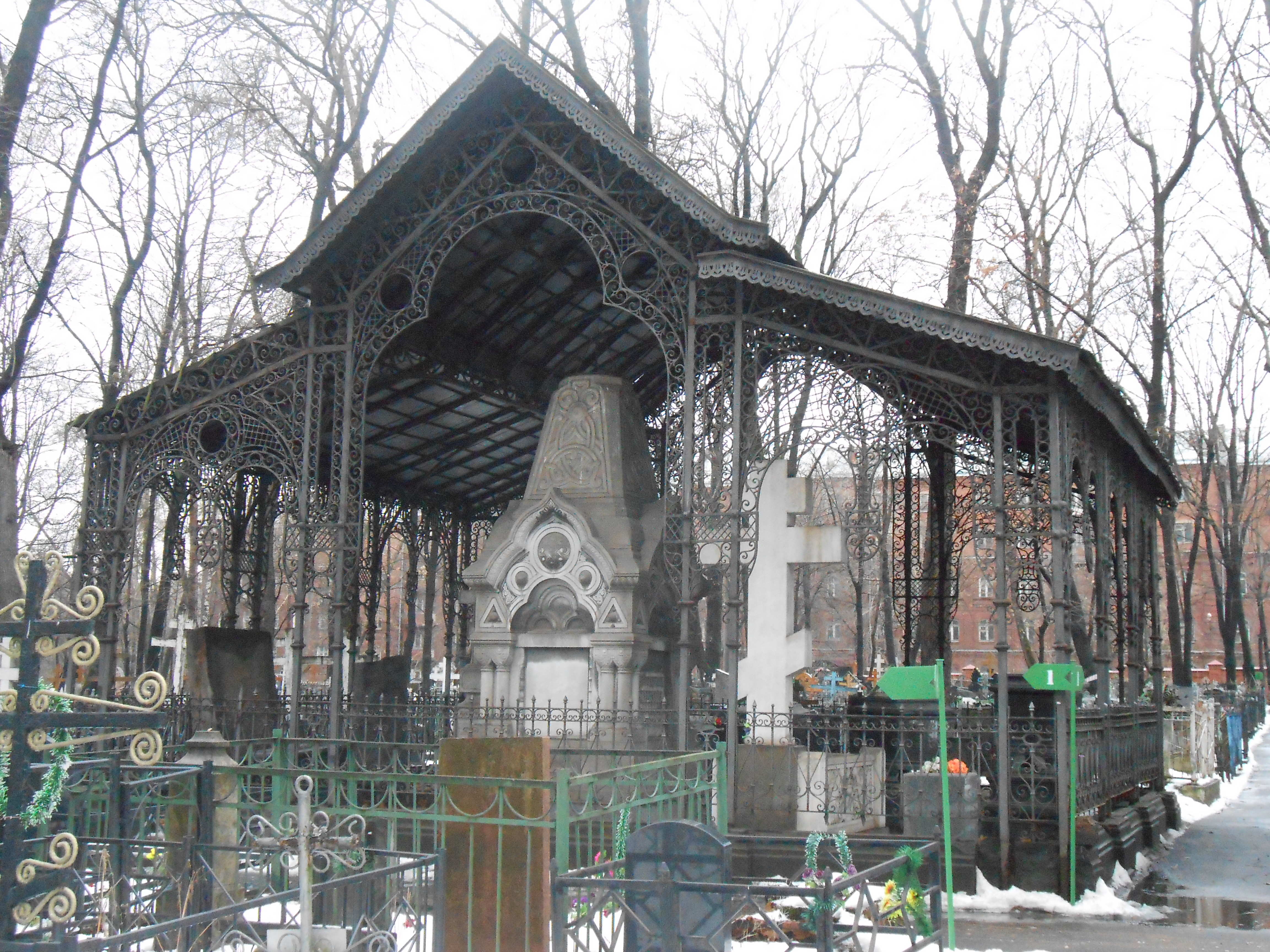
Усыпальница Морозовых на Рогожском кладбище.

Изначально род Морозовых состоял в религиозных общинах самых строгих старообрядцев беспоповцев и безбрачников федосеевского толка, центр которых в Москве находился при Преображенском кладбище в селе Преображенское, и поэтому погребения XIX века одной части династии Морозовых находятся в Москве на Преображенском кладбище (принадлежавшем тогда федосеевской общине). Позже часть Морозовых перешла в общину старообрядцев поповцев Белокриницкой иерархии, с центром в Рогожской слободе; в связи с этим погребения Морозовых конца XIX века в Москве находятся на Рогожском кладбище.